# РД-41
РД-41 — одновальный одноконтурный турбореактивный двигатель с управляемым вектором тяги, разработанный в Рыбинском КБ моторостроения. Использовался на опытных образцах самолёта вертикального взлёта и посадки Як-141 в качестве подъёмного двигателя. В некоторых источниках данный двигатель называют РД-48.

## Конструкция
Двигатель одноконтурный осесимметричный. Состоит из следующих элементов:
- Входное устройство
- Компрессор (семь ступеней)
- Кольцевая камера сгорания
- Турбина (одна ступень)
- Осесимметричное поворотное сопло с регулируемой площадью критического сечения

На конце сопла расположен поворотный насадок, который обеспечивает отклонение вектора тяги в продольной вертикальной плоскости на угол ±12,5° от продольной оси двигателя. Двигатель предназначался только для совместного использования с подъёмно-маршевым ТРДДФ Р79В-300, поэтому они имели общую систему топливопитания. РД-41 может работать на высоте не более 2,5 км и при скорости полёта, не превышающей 550 км/ч.

## Носители
Двигатель (по две штуки) устанавливался на опытные образцы СВВП Як-141 (изделия 48-1, 48-2 и 48-3).